# Viêm quanh răng
Viêm quanh răng là tình trạng viêm tổ chức quanh răng. Giai đoạn đầu được gọi là viêm lợi với biểu hiện lợi sưng, đỏ và có thể chảy máu. Trường hợp nặng hơn gọi là viêm quanh răng với biểu hiện tụt lợi, tiêu xương, răng lung lay hoặc rụng. Ngoài ra cũng có thể biểu hiện hôi miệng.
Viêm quanh răng thường do vi khuẩn trong miệng làm tổn thương tổ chức quanh răng. Các yếu tố nguy cơ bao gồm hút thuốc, tiểu đường, HIV/AIDS, yếu tố gia đình và dùng thuốc. Chẩn đoán dựa vào thăm khám quan sát lợi quanh răng bằng thám châm quanh răng và phim X quang phát hiện tiêu xương quanh răng.
Điều trị bằng vệ sinh răng miệng tốt và thường xuyên lấy cao răng. Khuyến cáo vệ sinh răng miệng bằng cách chải răng và dùng chỉ nha khoa hàng ngày. Trong một số trường hợp có thể cần sử dụng kháng sinh hoặc phẫu thuật. Ước tính khoảng 538 triệu người trên toàn thế giới bị viêm quanh răng vào năm 2015. Tại Hoa Kỳ, gần một nửa dân số trên 30 tuổi bị viêm quanh răng ở mức độ nào đó và khoảng 70% dân số trên 65 mắc viêm quanh răng. Nữ giới có tỷ lệ mắc cao hơn nam giới.

## Triệu chứng
Ở giai đoạn đầu, viêm quanh răng có rất ít triệu chứng và một số bệnh nhân bệnh đã tiến triển rất nặng mới đi khám.
Triệu chứng bao gồm:
- Lợi đỏ hoặc chảy máu khi đánh răng, sử dụng chỉ nha khoa hoặc ăn đồ ăn cứng (xảy ra cả khi viêm lợi chưa có tách lợi)
- Sưng lợi
- Khạc ra máu sau khi đánh răng
- Hôi miệng và có vị kim loại trong miệng
- Tụt rợi làm lộ chân răng (cũng xảy ra khi chải răng quá mặng hoặc bàn chải cứng)
- Túi lợi sâu (túi lợi hình thành do phần gắn giữa răng và lợi bị enzym hủy collagen - collagenases phá hủy dần dần)
- Rụng răng ở giai đoạn muộn (có thể có nguyên nhân hoặc rụng răng tự nhiên)

Bệnh nhân bị viêm lợi và có tiêu xương thường ít đau. Do đó, bệnh nhân thường cho rằng chảy máu không đau sau khi đánh răng là không nghiêm trọng mặc dù đây là một triệu chứng của viêm quanh răng tiếng triển.